# 대전삼천초등학교
대전삼천초등학교는 대한민국 대전광역시 서구 둔산동에 있는 공립 초등학교이다.

## 학교 연혁
- 1972년 6월 5일 : 대전백운국민학교 삼천분교로 개교
- 1973년 3월 1일 : 대전삼천국민학교 15학급 편성
- 1989년 3월 1일 : 25학급 편성(분실 5학급)
- 1989년 6월 5일 : 삼천국민학교 분실 5학급, 복수국민학교 이전
- 1991년 2월 26일 : 개축교사로 이전
- 1991년 3월 1일 : 6학급 편성
- 1994년 3월 1일 : 57학급 편성
- 1994년 9월 1일 : 51학급 편성(수정타운 학구 변경)
- 1996년 3월 1일 : 대전삼천초등학교로 개칭
- 1999년 3월 1일 : 대전광역시교육청지정, 열린교육시범학교(~ 2000년)
- 2002년 12월 31일 : 학교평가, 대전사랑3운동, 우수학교표창
- 2006년 3월 1일 : 33학급 편성(특수학급2, 병설유치원3)
- 2006년 6월 1일 : 교육복지투자우선지역 지원사업 학교 지정
- 2009년 12월 2일 : 2009 인성교육 우수브랜드 학교 선정
- 2013년 2월 20일 : 급식실 및 다목적실 개관
- 2014년 2월 14일 : 제41회 졸업식(총 9,444명 졸업)
- 2014년 3월 1일 : 34학급 편성(특수학급2), 병설유치원4(특수학급1)
- 2015년 2월 13일 : 제42회 졸업식(총 9,603명 졸업)
- 2015년 3월 1일 : 32학급 편성(특수학급2), 병설유치원5학급(특수학급1)
- 2014년 3월 1일 : 대전광역시교육청지정, 정책연구학교(~ 2016년)

## 참고 자료
- 대전삼천초등학교 - 한국교육학술정보원 학교알리미